# Gračačko polje
Gračačko polje je krško polje u južnom dijelu Like.
Za vrijeme kišnog perioda, poplavljeno je oko 4 mjeseca u godini. Zbog brojnih ponora uvjeti za razvoj poljoprivrede su dobri. Stanovništvo se pretežno bavi ratarstvom i stočarstvom.
Kroz polje prolazi cesta Gospić-Gračac-Knin i željeznička pruga Zagreb-Split.

## Zemljopis
Površine je oko 8,2 km², dugo je 10,2 kilometara i široko oko 2 kilometra. Pruža se između Velebita i Resnika, u pravcu sjeverozapad-jugoistok.
Dno polja građeno je od dolomita i njime protječu ponornice Ričica i Otuča.

## Naselja
Najveća naselja razvila su se na rubu polja. Najveće naselje je Gračac, po kojem je polje dobilo ime, a ostala su Raduč i Bruvno.